# مطار علولة
مطار علولا (إياتا: ALU، إيكاو: HCMA) هو مطار يخدم بلدة علولة وهي بلدة ساحلية على خليج عدن في منطقة باري شمال شرق الصومال. يصل مدرج المطار إلى 0.5 كيلومتر (0.3 ميل) بموازاة الشاطئ.